# Ted Brown (Saxophonist)
Ted Brown (eigentlich Theodore George Brown; * 1. Dezember 1927 in Rochester, New York) ist ein amerikanischer Jazzmusiker (Tenorsaxophon), der vom Cool Jazz beeinflusst ist.

## Leben und Wirken
Brown lernte zunächst Banjo, Violine, Klarinette und Tenorsaxophon. 1942 zog seine Familie nach Südkalifornien, wo sein Vater als Pilot bei der Navy arbeitete. Nach der Highschool, Mitte der 1940er leistete er seinen Wehrdienst ab und war in Virginia stationiert, von wo aus er oft die Jazzclubs der 52nd Street besuchte. 1947/48 lebte Brown in Hollywood. Von 1948 bis 1955 lernte und arbeitete Brown bei Lennie Tristano in New York, u. a. zusammen mit Lee Konitz. Anfang 1956 erste Teilnahme an einer Plattenaufnahme (zusammen mit anderen Tristano-Schülern), Ronnie Balls All About Ronnie (Savoy Records, 1956). Er spielte 1956/57 mit Warne Marsh und Art Pepper in Hollywood; danach wieder als freischaffender Musiker in New York, wo er ausgiebig in den Clubs auftrat. In den späten 1970er Jahren leitete er eine eigene Band.
Ende der 1980er versuchte er ein Comeback mit der Platte Free Spirit (Criss Cross Jazz) im Stil von Lester Young, die jedoch Richard Cook und Brian Morton zufolge enttäuschte. Später arbeitete er noch mehrmals mit Lee Konitz zusammen; „sein improvisatorisches Können hat in all den Jahren sträflicher Vernachlässigung durch Plattenfirmen kaum nachgelassen.“ Gelegentlich entstanden Alben für das Label SteepleChase Records.

## Diskografische Hinweise
- Ted Brown Sextet: Free Wheeling (Vanguard Records, 1956)
- Ted Brown with Jimmy Raney Good Company (Criss Cross 1986)
- Lee Konitz & Ted Brown Dig-It (SteepleChase, 1999)
- Kirk Knuffke & Ted Brown: Pound Cake (SteepleChase, 2012)
- Ted Brown & Brad Linde: All About Lennie (Bleebop Records, 2019)

unter anderem Namen
- Lee Konitz: Lee Konitz Meets Jimmy Giuffre (Verve Records, 1959)
- Warne Marsh: An Unsung Cat – The Life and Music of Warne Marsh. 1945–87 (Storyville Records, 2001; herausgegeben als Ergänzung zu dem gleichnamigen Buch von Safford Chamberlain, Scarecrow Press 2000)
- Lee Konitz: Sound of Surprise (RCA Victor, 1999) mit John Abercrombie,  Marc Johnson, Joey Baron